# Orniac
Orniac är en kommun i departementet Lot i regionen Occitanien i södra Frankrike. Kommunen ligger i kantonen Lauzès som tillhör arrondissementet Cahors. År 2022 hade Orniac 72 invånare.

## Befolkningsutveckling
Antalet invånare i kommunen Orniac
| Referens: INSEE |